# 42-я штурмовая авиационная дивизия
42-я штурмовая авиационная дивизия НОАЮ (сербохорв. 42. ваздухопловна јуришна дивизија НОВЈ / 42. vazduhoplovna jurišna divizija NOVJ), с 1948 года 37-я авиационная дивизия (сербохорв. 37. vazduhoplovna divizija / 37. ваздухопловна дивизија) — авиационное соединение Народно-освободительной армии Югославии и позднее военно-воздушных сил и войск ПВО СФРЮ, участвовавшее в Народно-освободительной войне Югославии.

## Боевой путь

### Народно-освободительная война Югославии
Формировалась в авиагруппе генерал-майора Витрука с 29 декабря 1944 года в Среме в составе 421-го, 422-го и 423-го штурмовых авиаполков, роты связи, мобильной дивизионной радиостанции и тренажёрного отделения для пилотов-штурмовиков. Личный состав дивизии насчитывал 1100 человек (солдат и офицеров), из них 250 человек — пилоты, штурманы и стрелки. Авиапарк составляли штурмовики Ил-2. В зависимости от ситуации на фронте, выполняемых задач и района боевых действий полки базировались на следующих аэродромах:
- 421-й полк: Лачарак, Крнешевци, Земун, Надаль, Бачки-Брестовац, Сомбор, Райловац
- 422-й полк: Нови-Сад, Кленак, Шабац, Маджармечке
- 423-й полк: Рума, Крнешевци, Госпочинци, Бачки-Брестовац

С начала боевых действий, с 17 января 1945 и до окончания войны взаимодействовала с 1-й, 2-й и 3-й армиями, выполняя задачи в тактической и оперативной глубине фронта. Участвовала в ликвидации немецкого плацдарма на левом берегу Дравы севернее населённых пунктов Дони-Михоляц и Валпово. За весь период боевых действий совершила 752 боевых вылета, уничтожила 180 зенитных орудий, 270 артиллерийских орудий, 36 локомотивов, 640 вагонов, 57 танков, 1200 грузовиков, 12 барж, 50 десантных лодок, 5 ангаров, 123 склада, 5 мостов и около 1300 грузовых телег.
Личный состав проходил подготовку в 10-й гвардейской штурмовой авиационной дивизии (ГШАД) авиагруппы генерал-майора А. Н. Витрука 17-й воздушной армии.
Боевые действия дивизии велись под оперативным руководством командного состава 10-й ГШАД по принципу дублёрства. Боевые вылеты осуществлялись в группах с советскими лётчиками. Самостоятельные боевые действия дивизии начались с апреля 1945 года в два этапа: с 13 по 18 апреля и с 4 по 9 мая. В этот период боевые задачи и приказы отрабатывались югославскими штабами и командирами в присутствии советских советников и инструкторов.

### После войны
3 августа 1945 года 42-я штурмовая авиационная дивизия была преобразована во 2-ю смешанную авиационную дивизию со штаб-квартирой в Загребе, а в 1948 году была переименована в 37-ю авиационную дивизию. В 1949 году дивизия была включена в 3-й авиационный корпус ЮНА, штаб-квартира была перенесена из Загреба в Церкле. В 1954 году 37-я авиационная дивизия получила статус истребительно-бомбардировочной в связи с тем, что вместо советских штурмовиков на её вооружение поступили американские истребители-бомбардировщики.
27 июня 1959 года согласно плану «Дрвар» о реорганизации ВВС Югославии 37-я дивизия была расформирована, её командование было преобразовано в штаб 7-го воздушного командования, а подразделения перешли под управление 5-го воздушного-командования.

## Подчинение
- Авиагруппа генерал-майора Витрука, Группа авиадивизий (1944—1945)
- Командование ВВС ЮНА (1945—1949)
- 3-й авиационный корпус[англ.] (1949—1959)

## Предыдущие наименования
- 42-я штурмовая авиационная дивизия
- 2-я смешанная авиационная дивизия
- 2-я штурмовая авиационная дивизия
- 37-я штурмовая авиационная дивизия
- 37-я истребительно-бомбардировочная авиационная дивизия

## Структура

### 1944—1945
42-я штурмовая авиационная дивизия
- 421-й штурмовой авиационный полк
- 422-й штурмовой авиационный полк
- 423-й штурмовой авиационный полк

### 1945
42-я штурмовая авиационная дивизия
- 422-й штурмовой авиационный полк
- 423-й штурмовой авиационный полк
- 112-й истребительный авиационный полк[англ.]

### 1945—1947
2-я смешанная авиационная дивизия
- 113-й истребительный авиационный полк
- 421-й штурмовой авиационный полк
- 422-й штурмовой авиационный полк
- 423-й штурмовой авиационный полк

### 1947—1948
2-я смешанная авиационная дивизия
- 421-й штурмовой авиационный полк
- 422-й штурмовой авиационный полк
- 423-й штурмовой авиационный полк

### 1948—1959
37-я штурмовая (истребительно-бомбардировочная) авиационная дивизия
- Учебная эскадрилья[англ.] (1953—1959)
- 715-я отдельная разведывательная эскадрилья (1949—1952)
- 96-й штурмовой авиационный полк
- 111-й штурмовой авиационный полк[англ.]
- 138-й штурмовой авиационный полк (1949—1958)
- 474-я авиабаза

## Авиабазы
- Нови-Сад (1944—1945)
- Загреб (1945—1951)
- Церкле[англ.] (1951—1959)

## Командование дивизии

### Командиры
- Полковник Еврем Бьелица[6]
- Полковник Виктор Бубань[серб.]
- Полковник Владимир Бакарич
- Майор Златко Предавец (дезертировал на По-2 в 1950 году в Австрию)
- Полковник Милан Симович
- Полковник Светозар Радоевич

### Политические комиссары
- Подполковник Энвер Чемалович[6]
- Полковник Стане Бобнар
- Полковник Энвер Чемалович
- Полковник Велько Ражнатович